# The Last of Us (1.ª temporada)
A primeira temporada da série de televisão norte-americana de drama pós-apocalíptico The Last of Us foi originalmente transmitida pela HBO entre janeiro e março de 2023. Baseada na franquia de videogames desenvolvida pela Naughty Dog, a série se passa vinte anos após o início de uma pandemia causada por uma massiva infecção fúngica, que transforma seus hospedeiros em criaturas semelhantes a zumbis e provoca o colapso da sociedade. A primeira temporada, baseada no jogo de 2013 The Last of Us, acompanha Joel (Pedro Pascal), um contrabandista encarregado de escoltar a adolescente imune Ellie (Bella Ramsey) pelos Estados Unidos pós-apocalípticos.
Os atores convidados incluem Nico Parker como Sarah, filha de Joel, Merle Dandridge como Marlene, líder da resistência, Anna Torv como Tess, parceira de Joel, Gabriel Luna como Tommy, irmão de Joel, Lamar Johnson e Keivonn Montreal Woodard como os irmãos Henry e Sam, e Melanie Lynskey e Jeffrey Pierce como Kathleen, líder da resistência, e seu segundo em comando, Perry. Uma das séries de televisão mais caras, a temporada foi filmada em Alberta entre julho de 2021 e junho de 2022. Neil Druckmann, que escreveu e co-dirigiu os jogos, auxiliou Craig Mazin na escrita dos roteiros dos nove episódios da temporada. A trilha sonora foi composta por Gustavo Santaolalla, que também compôs para os jogos, e David Fleming.
The Last of Us foi aclamada pela crítica, que elogiou as atuações, os roteiros, o design de produção e a trilha sonora; vários críticos a consideraram a melhor adaptação de um videogame. Foi indicada a vários prêmios, incluindo 24 Emmy Awards do Primetime e três Globos de Ouro. Somando canais lineares e HBO Max, a estreia da série foi assistida por 4,7 milhões de espectadores no primeiro dia — a segunda maior estreia da HBO desde 2010 — e por quase 40 milhões em dois meses; até maio, a série teve uma média de quase 32 milhões de espectadores por episódio, tornando-se a temporada de estreia mais assistida da HBO.

## Elenco e personagens

### Principal
- Pedro Pascal como Joel Miller; um sobrevivente endurecido, frio e amargurado, que é atormentado pelo trauma de seu passado com a trágica morte de sua filha.[1] Joel recebe a tarefa de contrabandear Ellie para fora de uma zona de quarentena em Boston, Massachusetts.[2] Na série, Joel é retratado como mais vulnerável fisicamente na série em comparação com o jogo — ele tem dificuldade de ouvir em um ouvido e seus joelhos doem quando ele fica de pé. Nos jogos originais, Joel teve sua voz e captura de movimentos realizados pelo ator Troy Baker.[3]
- Bella Ramsey como Ellie Williams; uma garota órfã de quatorze anos que cresceu solitária em uma zona militar opressora comandada pelos membros dos Vaga-Lumes, um grupo miliciano contra as autoridades das zonas de quarentena impostas pelos militares.[4] Ellie é uma jovem destemida e sensível, que após ser atacada e mordida por um infectado, milagrosamente ela sobrevive e se torna imune a contaminação, assim virando uma peça-chave para a criação de uma cura para a humanidade.[5] Nos jogos originais, Ellie teve sua voz e captura de movimentos realizados pela atriz Ashley Johnson.[6]

### Participações especiais
- Nico Parker como Sarah Miller; a filha de quatorze anos de Joel, que faleceu tragicamente durante a fuga da cidade de Austin, Texas, no início do surto do cordyceps.[7] No jogo original, Sarah teve sua voz e captura de movimentos realizados pela atriz Hana Hayes.[8]
- John Hannah como Dr. Newman; um epidemiologista que emite um alerta sobre a ameça dos fungos para a humanidade durante um talk show em 1968.[9] Dr. Newman é um personagem original da série.
- Christopher Heyerdahl como Dr. Schoenheist; um epidemiologista cético que não acredita nos alertas de Newman no talk show de 1968.[10] Dr. Schoenheist é um personagem original da série.[11]
- Josh Brener como um apresentador de um talk show em 1968, cujo conceito foi inspirado por Dick Cavett e seu longo programa de televisão The Dick Cavett Show.[12]
- Brendan Fletcher como Robert; um bandido e contrabandista de armas no mercado negro da zona de quarentena de Boston, onde teme a retribuição de Joel contra suas ações.[13] No jogo original, Robert teve sua voz e captura de movimentos realizados pelo ator Robin Atkin Downes.[14]
- Anna Torv como Tess; uma sobrevivente endurecida e parceira de contrabando de Joel. Tess é respeitada entre os bandidos da zona de quarentena em Boston e ajuda a proteger Ellie durante a escolta para a fuga da zona.[15] No jogo original, Tess teve sua voz e captura de movimentos realizados pela atriz Annie Wersching.[16]
- Gabriel Luna como Thomas "Tommy" Miller (temporada 2, convidado na temporada 1); um ex-integrante dos Vaga-Lumes e irmão mais novo de Joel, que escapou para Jackson, Wyoming, no início do surto do cordyceps.[17] Em uma região de montanhas, Tommy, sua esposa Maria e uma comunidade de sobreviventes construíram um assentamento protegido de invasão a infectados e bandidos. Nos jogos originais, Tommy teve sua voz e captura de movimentos realizados pelo ator Jeffrey Pierce.[18]
- Merle Dandridge como Marlene; a líder opressora e manipuladora dos Vaga-Lumes e a responsável legal de Ellie após o falecimento de sua mãe.[19] Marlene contrata o serviço de Joel para contrabandear Ellie para fora da zona de quarentena em busca de desenvolver uma cura para a humanidade após a jovem sobreviver ao ataque de um infectado. Dandridge reprisa o seu papel do jogo original, onde deu sua voz e captura de movimentos para a personagem.[20]
- Christine Hakin como Ratna Pertiwi; uma professora de micologia que aconselha o governo indonésio a bombardear a cidade de Jacarta para retardar a propagação da infecção, pela qual ela se sente desesperada.[21] Ratna é uma personagem original da série.[22]
- Nick Offerman como Bill; um sobrevivente misantrópico e contrabandista que reside em uma cidade isolada nos arredores de Massachusetts, sendo parceiro de negócios de Joel e Tess.[23] No jogo original, Bill teve sua voz e captura de movimentos realizados pelo ator W. Earl Brown.[24]
- Murray Bartlett como Frank; um sobrevivente que vive com Bill em uma cidade isolada. Frank é mais amigável e confiante do que Bill, formando um vínculo estreito com Joel e Tess.[24] O personagem faz breve participação no jogo como um cadáver.[25]
- Lamar Johnson como Henry Burrell; um jovem afro-americano que está se escondendo de um movimento revolucionário em Kansas City, Missouri, com seu irmão mais novo, Sam. Posteriormente, Henry e Sam se juntam a jornada de Joel e Ellie em escapar da cidade. No jogo original, Henry teve sua voz e captura de movimentos realizados pelo ator Brandon Scott, e as cenas dos irmãos aconteceram em Pittsburgh, Pensilvânia.[26]
- Melanie Lynskey como Kathleen Coghlan; a líder feroz e inteligente de um movimento revolucionário em uma zona de quarentena em Kansas City.[27] Kathleen é uma personagem original da série.[28]
- Keivonn Woodard como Sam Burrell; uma criança surda e artística que é perseguida por revolucionários violentos ao lado de seu irmão Henry.[26] No jogo original, Sam teve sua voz e captura de movimentos realizados pelo ator Nadji Jeter.[26]
- Jeffrey Pierce como Perry; um rebelde revolucionário em uma zona de quarentena e braço direito de Kathleen. Perry é um personagem original da série, enquanto Pierce foi o interprete original do personagem Tommy nos jogos originais.
- John Getz como Dr. Eldelstein; um médico de Kansas City que protege Henry e Sam dos rebeldes do grupo de Kathleen. Dr. Eldelstein é um personagem original da série.
- Rutina Wesley como Maria Miller (temporada 1 – presente); a co-líder dos sobreviventes de Jackson e a esposa grávida de Tommy. Maria é uma mulher destemida e misericordiosa em suas decisões. Nos jogos originais, Maria teve sua voz e captura de movimentos realizados pela atriz Ashley Scott.
- Graham Greene como Marlon; um sobrevivente e caçador nativo americano que reside nos desertos de Jackson com sua esposa Florence desde antes da pandemia e não confia em estranhos.[29] Marlon é um personagem original da série.[30]
- Elaine Miles como Florence; a esposa bem-humorada de Marlon, que ao contrário do marido, ela não queria se isolar no deserto.[30] Florence é uma personagem original da série.[31]
- Storm Reid como Riley Abel; uma garota órfã, melhor amiga e interesse amoroso de Ellie, que no passado, se conheceram em uma escola militar em Boston, porém Riley fugiu para se aliar aos Vaga-Lumes.[32] Ao retornar e reencontrar Ellie, as jovens se reconectam novamente.[33] A personagem foi mencionada no jogo original e sua primeira aparição ocorreu em The Last of Us: Left Behind, onde a personagem teve sua voz e captura de movimentos realizados pela atriz Yaani King.[32]
- Scott Shepherd como David; um pregador que lidera uma comunidade de sobreviventes em Lakeside, Colorado, e se aproxima de Ellie, porém ele se revela um homem abusivo e manipulador, e líder de um culto canibal.[34] No jogo original, David teve sua voz e captura de movimentos realizados pelo ator Nolan North.[35]
- Troy Baker como James; o braço-direito de David, que se sente ameaçado quando as capacidades de Ellie de usurpar sua posição.[36] No jogo original, James teve sua voz e captura de movimentos realizados pelo ator Reuben Langdon, enquanto Baker foi o interprete original do personagem Joel nos jogos originais.[37]
- Ashley Johnson como Anna Williams; a mãe falecida de Ellie, que durante sua gravidez, enfrentou ao lado de Marlene diversos infectados e inimigos, porém é forçada a dar à luz em circunstâncias assustadoras.[38] A personagem não faz nenhuma aparição nos jogos originais, apenas é mencionada, e Johnson foi a interprete original da personagem Ellie nos jogos.[39]

## Episódios
| N.º na série | N.º na temp. | Título                                                                        | Dirigido por  | Escrito por                  | Exibição original       | Audiência nos EUA (milhões) |
| --- | ------------ | ----------------------------------------------------------------------------- | ------------- | ---------------------------- | ----------------------- | --------------------------- |
| 1 | 1            | "When You're Lost in the Darkness" "Quando Estiver Perdido na Escuridão" (BR) | Craig Mazin   | Craig Mazin e Neil Druckmann | 15 de janeiro de 2023   | 0,588                       |
| Em 2003, um fungo que torna suas vítimas sedentas de sangue e infecta aqueles que atacam, infecta o mundo. Pai e solteiro, Joel Miller foge com sua filha Sarah quando o fungo começa a se espalhar, no entanto, ela é morta por um soldado que os ataca, ele, no entanto, é salvo por seu irmão Tommy. Vinte anos depois, o fungo devastou o mundo. Joel mora na zona de quarentena de Boston, rigidamente administrada pela Agência Federal de Resposta a Desastres (FEDRA) com sua parceira Tess Servopoulos como contrabandistas. Quando Tommy não consegue contatá-los de sua localização em Wyoming, eles tentam comprar uma bateria de carro de um comerciante local, mas ela é vendida aos Vaga-Lumes, um grupo rebelde que se opõe à FEDRA. Indo recuperá-lo, eles descobrem que o acordo para a bateria deu errado, e Marlene, líder ferida dos Vaga-Lumes implora a Joel e Tess para levarem a jovem Ellie Williams rumo ao Capitólio Estadual de Massachusetts e entregá-la aos Vagalumes em troca de insumos. Logo antes de sair da zona de quarentena, eles são flagrados por um soldado a quem Joel trafica drogas, ao resolver testá-los quanto à infecção fúngica, Ellie o esfaqueia antes que possa chegar sua vez revelando sua infecção positiva, obrigando que Joel o espanque até a morte quando ele tenta atirar nela. Tess percebe que Ellie está infectada, mas ela promete a eles que não se transformou nas três semanas desde que foi contaminada pelo fungo. |              |                                                                               |               |                              |                         |                             |
| 2 | 2            | "Infected" "Infectados" (BR)                                                  | Neil Druckman | Craig Mazin                  | 22 de janeiro de 2023   | 0,633                       |
| No dia do surto, em Jacarta, na Indonésia, uma micologista fica sabendo da pandemia cada vez mais próxima e aconselha o governo a bombardear a cidade visando retardar a propagação. No presente, Ellie explica que está sendo transportada ao oeste na esperança de ser usada para encontrar uma cura. Descobrindo que o caminho que deveriam ir está repleto por uma horda de infectados, o grupo, composto por Ellie, Joel e Tess, corta caminho por um museu, mas são atacados por dois estaladores, infectados cegos porém com sensibilidade auditiva que produzem um barulho assustador, simulando um estalo. Um deles morde Ellie antes que Joel e Tess o matem. Apesar de Tess ter revelado uma torção no tornozelo, eles acabam chegando ao destino inicial, o Capitólio Estadual de Massachusetts, mas aqueles que haviam de encontrar, os Vaga-Lumes, haviam sido abatidos por infectados. Tess revela que foi mordida e estava infectada, todavia, a de Ellie estava cicatrizando, provando sua imunidade. Joel atira em um infectado, contudo, conforme fora revelado antes por Joel, o fungo possuí uma espécie de inteligência e comunicabilidade pelo subsolo tornando possível que ele avise a grande horda de infectados a localização do grupo, levando-os a irem correndo em direção a Joel, Tess e Ellie no Capitólio. Visando ajudá-los em seus últimos momentos, Tess convence Joel a escapar com Ellie enquanto ela fica para trás e explode o prédio, matando a si mesma e à horda. |              |                                                                               |               |                              |                         |                             |
| 3 | 3            | "Long, Long Time" "Por Muito, Muito Tempo" (BR)                               | Peter Hoar    | Craig Mazin                  | 29 de janeiro de 2023   | 0,747                       |
| No presente, ainda precisando de uma bateria, Joel e Ellie seguem em busca de Bill, velho amigo de Joel, parando em um dos esconderijos de Joel antes, onde Ellie encontra um infectado imobilizado e o mata lentamente após estudá-lo. Em busca de uma contexualização de Bill, a série realiza um flashback para revelar sua história, um sobrevivente astuto que constrói uma determinada fortaleza em torno de sua casa e vizinhança em Lincoln até que em 2007, um homem tropeça em uma das armadilhas construídas por ele, e apesar da suspeita, ao constatar que ele não está infectado, o forasteiro, chamado Frank acaba acolhido por Bill e eles constroem um relacionamento amoroso passando a viver juntos. Todavia, com o passar do tempo, Frank contata Tess e por conseguinte, Joel, pelo rádio e os casais iniciam uma tênue amizade com troca de favores e suprimentos, como medicamentos e sementes. Um pouco mais em direção ao presente, Frank e Bill continuando sobrevivendo, até mesmo de invasões, mas chega um momento em que Frank, sentindo as consequências de um distúrbio neuromuscular degenerativo em estágio avançado e incurável, solicita a Bill que o sacrifique após eles se casarem no mesmo dia, mas Bill, satisfeito com sua vida até aquele momento, também suicídida-se. Alguns dias depois, Joel e Ellie chegam à Lincoln e descobrem uma carta que Bill deixou para Joel, onde ele afirma que proteger Frank é o que deu sentido à sua vida após o surto e descobrem que Joel herdou seu caminhão e todos os seus suprimentos, inclusive armas. Joel decide ir à procura de Tommy e convida Ellie para se juntar a ele antes de irem em busca ao laboratório, destino dela. |              |                                                                               |               |                              |                         |                             |
| 4 | 4            | "Please Hold to My Hand" "Por Favor, Segure a Minha Mão" (BR)                 | Jeremy Webb   | Craig Mazin                  | 5 de fevereiro de 2023  | 0,991                       |
| Viajando pelo Missouri a caminho de Wyoming, Joel e Ellie pegam um atalho pelas ruínas de Kansas City quando são emboscados por bandidos. Joel mata dois deles, mas um terceiro consegue dominá-lo e quase estrangulá-lo até a morte antes que Ellie o salve atirando no homem com sua arma que mantinha escondida dele. Mais bandidos, liderados por Kathleen, encontram os corpos; Ela, acreditando que Joel e Ellie estão em contato com um homem chamado Henry, buscado por ela, ordena uma caçada. O segundo na linha de comando de Kathleen, Perry, encontra evidências de infectados cavando seu caminho em direção a cidade, mas Kathleen ordena que ele o esconda até que encontrem Henry. Joel encontra um arranha-céu onde ele e Ellie decidem passar a noite até que possam encontrar uma saída de Kansas City. Eles com Henry e seu irmão Sam os ameaçando com uma arma apontada em suas respectivas direções. |              |                                                                               |               |                              |                         |                             |
| 5 | 5            | "Endure and Survive" "Resistir e Sobreviver" (BR)                             | Jeremy Webb   | Craig Mazin                  | 10 de fevereiro de 2023 | 0,382                       |
| Após um impasse entre Henry e Sam com Joel e Ellie, Henry propõe que ele possa ajudá-los a escapar da cidade usando túneis subterrâneos; Joel concorda apesar de demonstrar hesitação. Henry admite a Joel que foi o responsável pela captura e morte do irmão de Kathleen em troca de um medicamento para o tratamento da leucemia de Sam. Após saírem dos túneis, o grupo é atacado por um franco-atirador. Joel o mata, mas descobre que ele trabalhava com Kathleen; ela logo chega com sua milícia, e diversos carros, um deles um caminhão anti barricada cujo motorista, ao ser acertado por Joel perde o controle e bate numa casa e afunda no solo. Enquanto Kathleen se prepara para matar Henry, que se entrega após ele e as duas crianças estarem encurraladas, uma grande horda de infectados pelo buraco feito pelo caminhão, incluindo um grande "bloater", um infectado de estágio avançado gigante, que mata Perry; por sua vez, Kathleen é morta por um estalador criança. Sam mostra a Ellie que foi mordido por um infectado, ela tenta usar seu sangue para curá-lo, todavia, na manhã seguinte, o Sam infectado ataca Ellie, fazendo com que Henry o mate. Percebendo o que fez, Henry comete suicídio. Joel e Ellie os enterram e continuam sua jornada. |              |                                                                               |               |                              |                         |                             |
| 6 | 6            | "Kin" "Parentesco" (BR)                                                       | Liza Johnson  | Neil Druckmann               | 19 de fevereiro de 2023 | 0,841                       |
| Três meses após as mortes de Henry e Sam, Joel e Ellie chegam a uma pequena comunidade próspera em Jackson, Wyoming, onde Joel se reencontra com Tommy, cuja esposa Maria está grávida. Ellie fica sabendo do destino de Sarah através de Maria. Joel confidencia a Tommy sobre a imunidade de Ellie e seu próprio estado mental em declínio. Joel pede a Tommy que leve Ellie aos Vaga-lumes, pois tem medo de não conseguir mantê-la em segurança. Ellie ouve a conversa e confronta Joel, que insiste em que seguirão caminhos separados. Joel muda de ideia após se lembrar de Sarah, e ele e Ellie viajam a cavalo até o Colorado. Eles descobrem que os Vaga-lumes abandonaram sua base, possivelmente se mudando para um hospital em Utah. Joel e Ellie tentam escapar de um grupo de saqueadores. Quando um deles ataca Joel, Joel o mata, mas é esfaqueado durante a luta. Joel e Ellie escapam dos outros, mas Joel logo desmaia e cai do cavalo, deixando Ellie incerta sobre como proceder. |              |                                                                               |               |                              |                         |                             |
| 7 | 7            | "Left Behind" "O Que Deixamos Para Trás" (BR)                                 | Liza Johnson  | Neil Druckmann               | 26 de fevereiro de 2023 | 1,083                       |
| Ellie e Joel ferido se abrigam em uma casa abandonada. Enquanto Joel se aproxima da morte, ele implora para que Ellie o deixe. Ellie lembra do tempo em que estava na escola militar FEDRA, que frequentava com sua melhor amiga Riley. Enquanto Ellie causava problemas e brigava com seus colegas, Riley fugiu e está desaparecida há três semanas. Riley retorna sorrateiramente ao dormitório delas e revela a Ellie que se juntou aos Fireflies. Ela leva Ellie a um shopping abandonado, onde exploram uma cabine fotográfica, um fliperama e um carrossel. Riley diz a Ellie que os Fireflies a designaram para um posto em Atlanta e que é sua última noite em Boston. Ellie fica chateada, mas convence Riley a ficar e elas se beijam. Um infectado ataca as duas e Ellie o mata, mas ambas são mordidas durante a luta. Chorando, elas decidem ficar juntas e esperar a infecção se manifestar. No presente, Ellie encontra uma agulha de costura e costura o ferimento de Joel. |              |                                                                               |               |                              |                         |                             |
| 8 | 8            | "When We Are in Need" "Quando Mais Precisamos" (BR)                           | Ali Abbasi    | Craig Mazin                  | 5 de março de 2023      | 1,039                       |
| Ellie deixa Joel, que ainda está se recuperando, para caçar comida. Depois de atirar em um veado, ela segue o animal ferido e encontra um pregador, David, e seu companheiro de caça James. Ela troca seu veado por penicilina. David revela que o homem que esfaqueou Joel era um membro de seu grupo; Ellie sai para tratar Joel. No dia seguinte, ela descobre que David e seus homens a seguiram para se vingarem de Joel. Ela foge para desviá-los, mas é capturada. No acampamento de David, ele revela que tem alimentado seu grupo com carne humana. Enquanto isso, Joel acorda e tortura alguns dos homens de David para descobrir onde Ellie está. David e James tentam matar Ellie, mas ela mata James e escapa; David a persegue e tenta estuprá-la, mas ela o mata com um cutelo. Joel encontra uma Ellie traumatizada do lado de fora do centro comunitário queimado da seita e a conforta. |              |                                                                               |               |                              |                         |                             |
| 9 | 9            | "Look for the Light" "Procure a Luz" (BR)                                     | Ali Abbasi    | Craig Mazin & Neil Druckmann | 12 de março de 2023     | 1,040                       |
| Em um flashback, a mãe de Ellie, Anna, é mordida por um infectado enquanto dá à luz Ellie. Ela é encontrada por Marlene, que relutantemente pega Ellie e mata Anna a pedido desta última. No presente, Joel conta a Ellie sobre sua tentativa fracassada de suicídio após a morte de Sarah. Soldados dos Vagalumes capturam Ellie e deixam Joel inconsciente. Depois que Joel acorda em um hospital, Marlene explica que os médicos estão preparando Ellie para uma cirurgia na esperança de desenvolver uma cura, e Joel protesta quando percebe que o procedimento irá matá-la. Marlene ordena que Joel seja levado embora. Ele escapa e mata vários soldados dos Vagalumes, incluindo aqueles que se rendem, e mata o cirurgião de Ellie por resistir. Joel carrega Ellie inconsciente do hospital. Marlene os intercepta, afirmando que ainda há tempo para encontrar uma cura, mas Joel atira e a mata. Quando Ellie acorda, Joel mente e diz a ela que os Vagalumes já falharam em desenvolver uma cura com outras pessoas imunes. Enquanto caminham até Jackson, Ellie insiste que Joel jure que sua história sobre os Vagalumes é verdadeira. Quando ele o faz, ela responde "Ok". |              |                                                                               |               |                              |                         |                             |

## Produção

### Desenvolvimento
Após o lançamento do primeiro jogo, The Last of Us, em junho de 2013, duas adaptações cinematográficas foram tentadas: um longa-metragem escrito pelo criador e diretor criativo do jogo Neil Druckmann e produzido por Sam Raimi entrou em hiato, e um curta em animação para o cinema desenvolvido pela Oddfellows foi cancelada pela Sony. Em março de 2020, uma adaptação para a televisão foi anunciada nos estágios de planejamento na HBO, que deve cobrir eventos do primeiro jogo e possivelmente algumas partes de sua sequência, The Last of Us Part II. Ao lado de Druckmann, Craig Mazin, roteirista da minissérie Chernobyl (2019), foi nomeado para ajudar no desenvolvimento da série, como roteirista e produtor executivo, enquanto a produtora Carolyn Strauss e Evan Wells, presidente da Naughty Dog, foram anunciados como produtores executivos adicionais. Gustavo Santaolalla, compositor argentino que compôs a trilha sonora dos dois jogos principais, e seu conteúdo para download The Last of Us: Left Behind, retornará para fazer a trilha sonora da série. A série foi anunciada como uma produção conjunta da Sony Pictures Television, PlayStation Productions e Naughty Dog; sendo o primeiro projeto produzido e desenvolvido pela PlayStation Productions.
Johan Renck, diretor de Chernobyl, foi anunciado como produtor executivo e diretor do primeiro episódio em junho de 2020. Em novembro de 2020, ele abandonou o cargo de diretor devido a conflitos de programação como resultado da pandemia do coronavírus. Em 20 de novembro, a HBO deu "sinal verde" para a produção. Asad Qizilbash e Carter Swan, da PlayStation Productions, foram nomeados produtores executivos, e a Word Games foi adicionada como uma empresa de produção. Em janeiro de 2021, The Mighty Mint juntou-se à produção, e o diretor russo Kantemir Balagov foi anunciado como o diretor do primeiro episódio. De acordo com Alexander Rodnyansky, parceiro profissional de Balagov, o diretor estava interessado em adaptar o jogo há vários anos. Rodnyansky afirmou que Balagov dirigirá vários episódios da série. Mazin disse que Balagov dirigirá "os primeiros episódios". Rose Lam foi adicionada como produtora executiva em fevereiro de 2021. A pré-produção da série começou em 15 de março de 2021, em Calgary, Alberta, de acordo com o Directors Guild of Canada. Ali Abbasi e Jasmila Žbanić foram anunciados como diretores adicionais em abril de 2021.
Em janeiro de 2021, a Mighty Mint juntou-se à produção e Kantemir Balagov foi anunciado como diretor do episódio piloto.  Ele estava interessado em adaptar o jogo há anos e estava previsto para dirigir vários episódios iniciais;  em outubro de 2022, Balagov revelou que havia deixado o projeto um ano antes devido a divergências criativas.  Rose Lam juntou-se como produtora executiva em fevereiro de 2021. A pré-produção em Calgary, Alberta começou em 15 de março; Mazin chegou em maio. Ali Abbasi e Jasmila Žbanić foram anunciados como diretores em abril. 
Em julho de 2021, o Sindicato de Diretores de Canadá revelou que Peter Hoar havia sido escalado para dirigir, seguido em agosto por Mazin, em setembro por Druckmann,  e em janeiro de 2022 por Liza Johnson e Jeremy Webb.  Em fevereiro, Druckmann confirmou que dirigiu um episódio e sentiu que sua experiência reforçou e refletiu sua vivência como diretor de jogos.  Após vários meses viajando entre Calgary e Los Angeles, Druckmann teve dificuldades para cumprir com suas obrigações na Naughty Dog e retornou para casa, passando a oferecer consultoria remotamente, sentindo-se confiante em Mazin.
The Last of Us é a maior produção televisiva filmada em Alberta e possivelmente a maior da história do Canadá,  gerando CA$182 milhões para Alberta e criando 1.490 empregos. O orçamento da primeira temporada, superior a CA$100 milhões (mais de 10 milhões de dólares por episódio), superou o de cada uma das cinco primeiras temporadas de Game of Thrones. Segundo o sindicato canadense de artistas IATSE 212, a produção resultou em um aumento de 30 por cento na filiação sindical e nos empregos. A temporada cobre os eventos do primeiro jogo e sua expansão para download The Last of Us: Left Behind (2014).  A contagem original de dez episódios foi reduzida para nove durante a produção;  os dois primeiros episódios foram combinados após Bloys sentir que o primeiro, sozinho, não incentivaria os espectadores a continuar assistindo. A primeira temporada foi produzida por Greg Spence e Cecil O'Connor. 

### Escolha de elenco

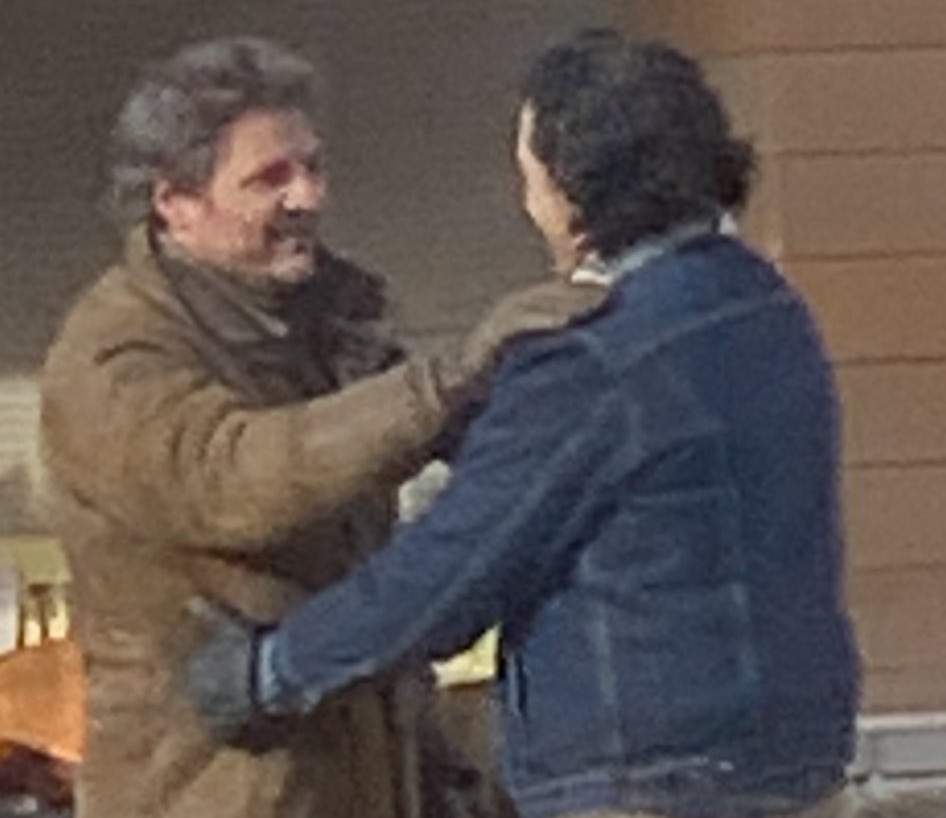
Pedro Pascal e Gabriel Luna, respectivamente, no set em Canmore, Alberta, em novembro de 2021.

Dada a pandemia de COVID-19, a escolha de elenco aconteceu virtualmente. Em 10 de fevereiro de 2021, Pascal e Ramsey foram escalados como Joel e Ellie, respectivamente. Mais cedo naquele dia, foi relatado que Mahershala Ali recebeu o papel de Joel após a recusa de Matthew McConaughey; The Hollywood Reporter observou que Ali considerou um papel, mas um acordo nunca foi fechado entre as partes. Todas as atrizes consideradas ao papel de Ellie para a adaptação cinematográfica cancelada - como Maisie Williams e Kaitlyn Dever - envelheceram e ficaram fora de consideração no momento em que a série estava em produção, resultando em uma redefinição de candidatas. Os produtores procuravam principalmente atores que pudessem encarnar Joel e Ellie individualmente, bem como imitar seu relacionamento. Pascal e Ramsey não se conheciam antes do início das filmagens, mas descobriram que tinham uma química instantânea que se desenvolveu ao longo da produção.
A escolha de Gabriel Luna como Tommy foi anunciado em 15 de abril de 2021, e Merle Dandridge, atriz responsável pela voz e captura de movimentos da personagem Marlene nos videogames, foi anunciada para reprisar seu papel em 27 de maio. Em maio, a empresa Classic Casting circulou uma chamada de elenco para figurantes de Calgary, Fort Macleod, High River e Lethbridge; qualquer pessoa com mais de 18 anos poderia se inscrever, e aqueles com veículos de 1995 a 2003 eram recomendados. Nico Parker foi anunciada como escalada para interpretar Sarah em 30 de junho. A entrada no elenco de Jeffrey Pierce, Murray Bartlett e Con O'Neill como Perry, Frank e Bill, respectivamente, foi anunciada em 15 de julho, seguido por Anna Torv como Tess em 22 de julho. Em Dezembro de 2021,  Bartlett afirmou que Offerman apareceria no programa em um papel próximo ao dele; dois dias depois, Nick Offerman foi anunciado para interpretar Bill, substituindo O'Neill, que foi forçado a desistir devido a conflitos de agenda. Em 9 de dezembro, Žbanić revelou mais três nomes no elenco: Graham Greene, Elaine Miles e Rutina Wesley.
Storm Reid escolhido como Riley Abel foi anunciado em 14 de janeiro de 2022. Em fevereiro, Mazin distribuiu uma convocação de elenco para um menino de 8 a 14 anos que é surdo, negro e proficiente em linguagem de sinais americana ou uma variante, a Black American Sign Language; O Deaf West Theatre confirmou que era para o personagem de Sam, que aparecerá em dois episódios filmados em março e abril. Em junho, Druckmann anunciou que Troy Baker e Ashley Johnson estrelariam na série; os nomes de seus personagens foram revelados em dezembro. A confirmação de Lamar Johnson e Keivonn Woodard como Henry e Sam, respectivamente foi anunciado em agosto, junto ao o anúncio oficial de Greene e Elaine Miles como Marlon e Florence. Melanie Lynskey como Kathleen foi anunciada junta ao teaser trailer em setembro, enquanto Scott Shepherd foi revelado no primeiro trailer em dezembro. Por fim, o papel de Rutina Wesley como Maria foi anunciado em 9 de janeiro de 2023.

### Escrita
A série de drama e ficção pós-apocalíptica foi escrita por Mazin e Druckmann. Druckmann estava convencido de que Mazin era o parceiro criativo ideal para a série após testemunhar sua paixão pela história do jogo. Inclusive, referenciando ele como um como o "cocriador" da história. Mazin afirmou que a série pode representar uma mudança de paradigma de adaptações de videogames ao cinema e televisão devido à força de sua narrativa, observando que "levaria apenas 20 minutos no Google para os executivos da HBO perceberem que The Last of Us é o Lawrence da Arábia de narrativas de videogame"
Druckmann sentiu que o elemento mais importante da adaptação do jogo era "manter sua alma", principalmente as relações dos personagens, por sua vez, a jogabilidade e sequências de ação eram de importância mínima. Mazin disse que as mudanças foram "projetadas para preencher e expandir as coisas, não para desfazer, mas para melhorá-las". Ele ainda afirmou que a série evitaria histórias episódicas, como encontros aleatórios não presentes na história original. O conteúdo cortado do jogo seria adicionado ao show, incluindo um momento de "cair o queixo" que Druckmann descreveu. Druckmann disse que algumas partes do roteiro pegam emprestadas alguns diálogos diretamente do jogo, enquanto outros se desviam; algumas das sequências de ação pesada do jogo foram alteradas para se concentrar no drama do personagem com o incentivo da HBO. O mesmo ainda afirmou que a série estava adotando uma abordagem de adaptação oposta à do filme Uncharted (2022); enquanto este conta uma nova história com momentos dos jogos para dar "um sabor Uncharted", The Last of Us é uma adaptação mais próxima, permitindo alterações como mudar as perspectivas dos personagens de uma maneira inatingível em um jogo imersivo. Ao contrário do processo de criar os jogos, Druckmann sentiu que era capaz de "se desconectar" dos personagens ao escrever o programa devido à natureza imersiva dos videogames. Os escritores encontraram na série uma oportunidade de mergulhar nas histórias de fundo de personagens que o jogo ignorava, querendo entender melhor suas motivações.
Druckmann estava aberto a mudar qualquer aspecto dos jogos, mas sempre quis um motivo forte, garantindo que tanto ele quanto Mazin considerassem os impactos nos eventos posteriores na narrativa. A eclosão do jogo ocorre em 2013, enquanto sua narrativa pós-apocalíptica ocorre em 2033; isso foi alterado para 2003 e 2023, pois os escritores sentiram que a história ocorrendo simultaneamente com o lançamento do programa era mais interessante e real, e não mudaria fundamentalmente a história. Os escritores adicionaram as origens do surto à série para fundamentar a narrativa; após o COVID-19, eles reconheceram que o público tem mais conhecimento sobre pandemias virais do que antes. Pegando emprestado uma abordagem que usou ao escrever Chernobyl, Mazin começou a série com um segmento de um talk show fictício dos anos 1960 explicando as origens de uma infecção fúngica, sugerindo que a humanidade sabia do risco potencial há algum tempo. Para o programa, os roteiristas removeram os esporos como o vetor através do qual a infecção se espalha nos jogos, substituindo-os por gavinhas que formam uma rede unificada e interconectada, inspirada na ideia de micélio. Eles sentiram que as máscaras de gás do jogo não se traduziam bem na televisão e os esporos não eram uma ameaça realista, e descobriram que substituí-los por uma rede interconectada aumentava a tensão. Visualmente, a infecção fúngica foi inspirada por picadas de água-viva depois que Žbanić enviou uma imagem para Mazin durante a pré-produção. Os escritores evitaram fazer "um show de zumbis", reconhecendo que as criaturas infectadas foram, em última análise, um recipiente através do qual os personagens são pressionados a tomar decisões interessantes e revelar seu verdadeiro eu. Rotten Tomatoes listou os títulos dos três primeiros episódios em dezembro de 2022, e o quarto e quinto em Janeiro de 2023.

### Filmagens
A série foi filmada por 200 dias, com cerca de 18 a 19 dias por episódio, totalizando 2 a 3 páginas de roteiro por dia. O supervisor de locações, Jason Nolan, começou o trabalho de preparação para a série em janeiro de 2021, liderando uma equipe de 115 pessoas que encontrou e transformou mais de 180 locações. Devido à pandemia de COVID-19, o elenco e equipe ficaram em quarentena por duas semanas após entrar no Canadá. Ksenia Sereda atuou como diretora de fotografia ao lado de Balagov, Mazin e Druckmann, Eben Bolter com Hoar e Webb, Christine A. Maier e Žbanić, e Nadim Carlsen com Abbasi. As filmagens iniciaram em Calgary, Alberta, em 12 de julho, uma semana após previalmente prevista.
As filmagens em High River e Fort Macleod ocorreram em julho, replicando Austin, Texas, para o primeiro episódio, antes da produção mudar-se para Calgary em agosto. A zona de quarentena de Boston foi construída ao longo de vários meses perto do Stampede Park. O trabalho de Balagov concluiu a produção em 30 de agosto; mais tarde ele deixou o projeto inteiramente. O episódio de Hoar terminou em 5 de outubro. Cerca de CA$ 372 000 foram gastos em uma filmagem de quatro dias no centro de Edmonton em outubro, incluindo Rice Howard Way e no Edifício Legislativo de Alberta. As filmagens ocorreram no centro de Calgary e Beltline no final de outubro. O episódio de Druckmann foi concluído em 7 de novembro. Em novembro, a produção ocorreu em Canmore, Alberta, replicando Jackson, Wyoming, e na Universidade Mount Royal e na Southern Alberta Institute of Technology (SAIT). Por fim, o episódio de Žbanić terminou a produção em 9 de dezembro.
Em janeiro de 2022, o Northland Village Mall, no noroeste de Calgary, foi decorado para produção. As filmagens ocorreram em Okotoks e no Parque Nacional Lagos Waterton em fevereiro, e na via arterial, Airport Trail no nordeste de Calgary ficaram interditadas por três dias em março. Os episódios de Webb entraram em produção em março de 2022 e continuou até o final das filmagens em junho. Calgary foi usada para replicar Kansas City, Missouri em março. A produção continuou em Calgary em abril e maio, inclusive em torno do Calgary Courts Centre, Kensington e Victoria Park, e mudou-se para Olds no final de maio e início de junho. A produção foi concluída na madrugada de 11 de junho, dois dias depois do inicialmente previsto. Uma filmagem adicional ocorreu em Kansas City em 4 de outubro.

### Música

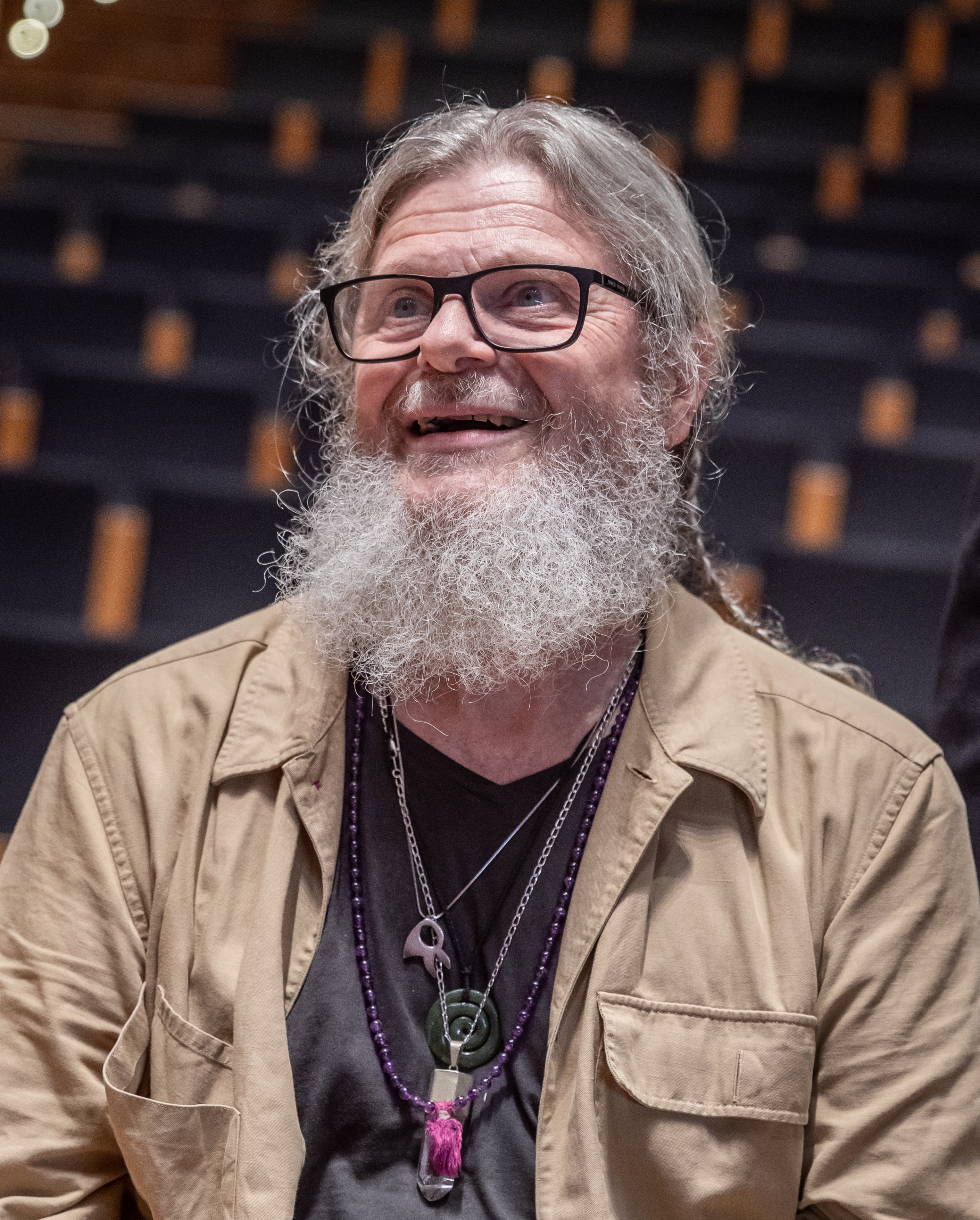
Gustavo Santaolalla em 2022. Gustavo trabalhou nos videogames e compôs a trilha sonora da série de televisão.

Santaolalla e David Fleming compuseram a trilha sonora da série de televisão;  o primeiro escreveu o tema de abertura.  Ele disse que os espectadores latinos "reconhecerão toques" de sua música e se baseou em suas experiências no cinema e na televisão, tendo composto os temas e algumas faixas para Jane the Virgin (2014–2019) e Making a Murderer (2015–2018). Em vez de criar músicas novas, ele reelaborou principalmente trabalhos anteriores e focou em elementos que lhe pareciam interessantes.  O trabalho de Fleming foi inspirado em sons do mundo real dentro de uma civilização em decadência. Em 27 de fevereiro foi lançado digitalmente um álbum de banda sonora com 66 faixas da série.
O primeiro episódio utiliza músicas como "Tomorrow" de Avril Lavigne e "White Flag" de Dido para prenunciar o destino de Sarah e o arco do personagem de Joel.  Sua cena final e os créditos apresentam a música "Never Let Me Down Again" de Depeche Mode, que Mazin escolheu devido à sua mistura de sons alegres com letras sombrias; a música retorna no sexto episódio, interpretada pela filha de Mazin, Jessica, para demonstrar que Ellie está decepcionada com Joel. O terceiro episódio utiliza "Long, Long Time" de Linda Ronstadt, que aborda temas de amor não correspondido e como o tempo cura as feridas, refletindo a relação de Bill e Frank. As execuções da música aumentaram significativamente após a exibição do episódio; vários meios a compararam com o ressurgimento de 2022 de "Running Up That Hill" de Kate Bush após seu uso na quarta temporada de Stranger Things.
O título do quarto episódio faz referência à letra de "Alone and Forsaken" de Hank Williams, usada no episódio; a música já havia sido utilizada no jogo original e em um de seus trailers, bem como em um trailer da série de televisão.  O sétimo episódio apresenta "All or None" de Pearl Jam para representar a solidão e desconforto de Ellie, reutiliza a versão de Etta James de "I Got You Babe" de The Last of Us: Left Behind pois sua letra romântica escondida sob uma melodia alegre reflete os sentimentos de Ellie e Riley, e usa "Take On Me" de A-ha para refletir os sentimentos mútuos delas e ilustrar a jornada de Ellie; uma versão de "Take On Me" foi usada em um trailer da série, e Ellie interpreta a música em The Last of Us Part II.

### Design
A equipe de produção incluía cinco diretores de arte e centenas de técnicos. O diretor de arte do jogo, os artistas conceituais e os artistas de ambientes deram opiniões sobre os figurinos e os cenários. A figurinista Cynthia Ann Summers achou que a série era mais difícil do que produções centradas nos trajes, como a fantasia ou os dramas de época, pois os figurinos tinham que ser parte integrante da história sem chamar muita atenção. Ela garantiu que as roupas de Joel demonstrassem uma falta de preocupação com a aparência, já que ele pensa pouco nisso; Mazin exigiu cores específicas. Summers precisou de cerca de 30 cópias de cada traje para levar em conta elementos como o acúmulo de sangue e sujeira, os dublês e as reservas.  O departamento de desmontagem, encarregado de desfigurar as roupas conforme necessário para a narrativa, era liderado por Sage Lovett. A pedido de Mazin, Summers e sua equipe focaram em pequenos detalhes relacionados ao cenário apocalíptico, como cadarços de sapato em vez de cintos.  Pascal e Ramsey ficaram felizes em usar roupas comuns, já que ambos haviam trabalhado em ficção científica e filmes de época.
O designer de produção John Paino se referiu ao videogame, mas concentrou-se nas referências usadas pela Naughty Dog durante o desenvolvimento. Ele criou uma colagem de imagens que incluía uma fotografia de cadeiras remontadas, o que Mazin considerou o mandato da série: "o mundo construído é desconstruído e reconstruído". Paino descobriu que várias cidades canadenses tinham semelhanças com a arquitetura americana, especialmente do Texas. Ele não conseguiu encontrar edifícios vazios e abandonados nem locais que imitassem as ruas de paralelepípedos de Boston nos dois primeiros episódios, por isso foram necessárias transformações e construções manuais. Paino e sua equipe construíram a zona de quarentena de Boston perto do Stampede Park durante vários meses para o primeiro episódio, a cidade de Lincoln em cerca de seis a doze semanas para o terceiro, e o beco sem saída de Kansas City em nove semanas para o quinto.
Barrie e Sarah Gower, com quem Mazin havia trabalhado em Chernobyl, foram contratados para criar as próteses dos infectados. Barrie Gower apreciou o fato de a série evitar "os zumbis estereotipados: maçãs do rosto salientes, olhos fundos, muito sangue e gore". A equipe de produção criou uma extensa biblioteca de referência com "penugem, mofo mucilaginoso, fungos de prateleira, cogumelos-de-paris, diferentes texturas e cores". Mazin queria que os clickers se parecessem com o design do jogo por meio de próteses; ele sentiu que o uso de efeitos visuais diminuiria seu impacto. Sua equipe fazia constantemente referência à arte conceitual original do jogo. Para os cerca de 70 atores que interpretaram a multidão infectada no quinto episódio, 70 artistas aplicaram próteses em cerca de 30 pessoas por turno de três horas. Os 40 kg do traje foram cobertos com um líquido gelatinoso durante a filmagem para que parecessem úmidos e reflexivos. Paul Becker e Terry Notary coreografaram a série. Notary queria que os movimentos das criaturas fossem imitados entre si, como se fossem cardumes de peixes; para o quinto episódio, ele montou um campo de treinamento para preparar os atores para o papel. Misty Lee e Phillip Kovats, que haviam trabalhado nos jogos, retornaram para dar voz aos clickers da série.

### Pós-produção
A série foi editada por Timothy A. Good e Emily Mendez durante 18 meses; Mark Hartzell editou o segundo episódio, e Cindy Mollo editou o oitavo. Depois que Mazin trabalhou em Chernobyl, Good demonstrou interesse em colaborar; os dois já eram amigos há algum tempo. Um editor diferente foi contratado para The Last of Us, mas deixou o projeto devido a conflitos de agenda; Good entrou para a série após concluir seu trabalho na terceira temporada de The Umbrella Academy. Méndez trabalhou no terceiro episódio como assistente de edição de Good; mostrou seu trabalho a Mazin e concordaram que Méndez coeditasse o sétimo episódio, já que adaptava Left Behind, sua parte favorita dos jogos. Ela continuou como coeditora de Good nos episódios cinco, seis e nove. Good decidiu não jogar o jogo e deixar que os diários de produção guiassem seus instintos emocionais; Méndez e Mazin lhe davam os detalhes necessários. Méndez ficou encarregada do design de som temporário, utilizando sua própria biblioteca e efeitos sonoros do jogo. Good utilizou a trilha sonora de Santaolalla dos jogos como trilha temporária durante a edição, e descobriu que ela influenciava suas decisões.
Dezesseis equipes de efeitos visuais trabalharam na série, supervisionadas por Alex Wang. A temporada contou com mais de 3.000 tomadas de efeitos visuais; a maioria dos episódios teve cerca de 250. A equipe de 650 pessoas da DNEG trabalhou em 535 tomadas ao longo de 18 meses, focando principalmente em efeitos ambientais, incluindo as cenas ambientadas em Boston, Kansas City, Jackson e Salt Lake City; visitas de campo foram realizadas para coleta de recursos e a equipe fez referência regular aos videogames. As equipes de efeitos visuais consultaram os artistas conceituais da Naughty Dog para criar os infectados, e usaram vídeos em lapso de tempo do crescimento do Cordyceps como referência de animação. Todos os estúdios colaboraram na sequência de ação do quinto episódio; o episódio teve cerca de 350 a 400 tomadas com efeitos visuais. A Wētā FX criou os efeitos dos infectados; entre 50 e 70 criaturas foram adicionadas digitalmente à horda. O estúdio de design Elastic criou a sequência de abertura da série para demonstrar a "natureza implacável" do fungo; os diretores criativos Andy Hall e Nadia Tzuo pesquisaram sobre fungos para garantir uma representação e um movimento precisos. Eles propuseram várias ideias a Mazin e Druckmann antes de decidirem por uma abordagem realista;  Mazin gostou da ideia de que o fungo parecesse belo, apesar de sua natureza destrutiva.

## Lançamento

### Exibição, distribuição e lançamento de conteúdo físico
Embora a série tenha sido originalmente planejada para começar a ser exibida em 2022, o diretor de conteúdo da HBO e da HBO Max, Casey Bloys, negou isso em fevereiro de 2022 e esclareceu que começaria em 2023. O primeiro episódio teve sua estreia mundial no tapete vermelho em Westwood, Los Angeles, no dia 9 de janeiro, seguido por exibições em cinemas em Budapeste e Sydney no dia 11 e Nova Iorque no dia 12.
A estreia mundial ocorreu em 15 de janeiro de 2023, e sua transmissão pela HBO tanto nos Estados Unidos quanto no Brasil e em Portugal ficou disponível em resolução 4K na HBO Max Foi lançado na Binge na Austrália, Crave no Canadá, HBO Go e Now TV em Hong Kong, Disney+ Hotstar na Índia, U-NEXT no Japão, Neon na Nova Zelândia, HBO Go no sudeste asiático e em Taiwan, e nos canais do Sky Group e Now na Alemanha e Áustria, Itália, Suíça, e no Reino Unido e Irlanda. Vídeos de bastidores, intitulados Inside the Episode, foram lançados na HBO Max e no YouTube após cada episódio, e a Naughty Dog lançou Building The Last of Us, que inclui entrevistas com o elenco e a equipe da série e dos jogos. A temporada foi lançada digitalmente e em DVD, Blu-ray e Ultra HD Blu-ray no Reino Unido em 17 de julho  e nos Estados Unidos em 18 de julho;  uma versão SteelBook estava disponível no Reino Unido.  O lançamento inclui material de bastidores, como um curta-metragem sobre a adaptação do jogo, uma conversa com especialistas em microbiologia e parasitologia, e a série Inside the Episode.

### Promoção

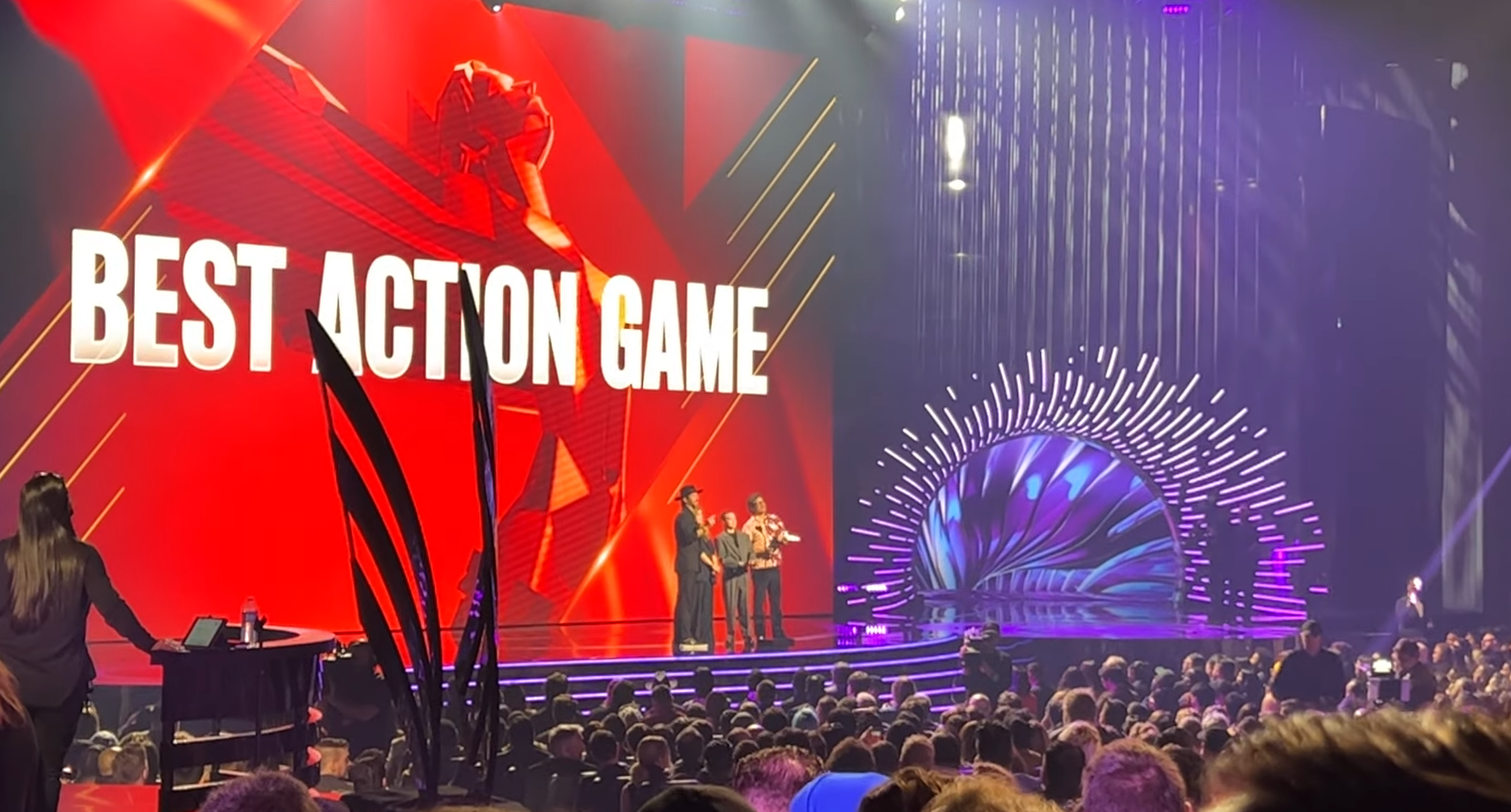
Para promover a série, Troy Baker, Ashley Johnson, Bella Ramsey, e Pedro Pascal apresentaram o prêmio de Melhor Jogo de Ação no The Game Awards em Dezembro de 2022.

Para o dia de The Last of Us em 26 de setembro de 2021, a HBO compartilhou a primeira imagem de Pascal e Ramsey caracterizados como seus respectivos personagens, seguido pela primeira foto da série no Summer Game Fest em 10 de junho de 2022. O primeiro material da série foi revelada em um trailer da HBO Max durante a premiere de House of the Dragon em 21 de agosto de 2022, apresentando Pascal, Ramsey, Parker e Offerman. O lançamento de setembro de 2022 de The Last of Us Part I - remake do jogo original - foi parcialmente baseado no potencial de apresentar os jogos aos telespectadores. O primeiro teaser trailer do show foi lançado ao The Last of Us Day em 26 de setembro de 2022, apresentando as primeiras imagens de Luna, Dandridge, Torv e Reid, e confirmando a janela de lançamento de 2023 e Lynskey; a musica do teaser, "Alone and Forsaken" de Hank Williams, foi apresentado no jogo e usado em um de seus trailers. O teaser recebeu mais de 17 milhões de visualizações em menos de 24 horas no Twitter e YouTube.
Após vazamentos da Sky e da HBO Max, em 2 de novembro, a HBO anunciou que a série estrearia nos Estados Unidos em 15 de janeiro de 2023 e lançou o primeiro pôster oficial.
Um pequeno clipe de Joel e Ellie se escondendo de um estalador foi lançado em 16 de novembro para provocar a aparição do programa na CCXP no mês seguinte. Cartazes de onze personagens foram lançados em 30 de novembro. Dandridge, Druckmann, Luna, Mazin, Pascal, e Ramsey participaram do painel na CCXP em 3 de dezembro em São Paulo onde o primeiro trailer completo foi lançado, revelando as primeiras aparições de Baker, Ashley Johnson e Shepherd. Baker, Ashley Johnson, Pascal e Ramsey apresentado em The Game Awards 2022 em 8 de dezembro.
Em dezembro, a HBO anunciou que Baker apresentaria um podcast complementar ao lado da série, apresentando Mazin e Druckmann. Em janeiro de 2023, Pascal e Ramsey foram destaque na capa da The Hollywood Reporter, enquanto Pascal estava na capa da Wired. A HBO lançou o primeiro featurette dos bastidores em 6 de janeiro, e vários veículos de imprensa publicaram entrevistas com elenco e equipe com base em mesas redondas do mês anterior. Ramsey apareceu no Jimmy Kimmel Live! ao lado de um clipe da série em 9 de janeiro, e no The Late Late Show with James Corden em 10 de janeiro. Um trailer da temporada foi lançado após a exibição do primeiro episódio em 15 de janeiro, e um teste de duas horas de The Last of Us Part I foi disponibilizado aos membros premium da PlayStation Plus. Pascal irá apresentar o Saturday Night Liveem 4 de fevereiro.

## Recepção

### Crítica
No site agregador de críticas Rotten Tomatoes, The Last of Us conseguiu um índice de aprovação de 96% baseado em 425 resenhas, com uma nota média de 8,75 (de 10). O consenso geral do site diz: "Mantendo os aspectos mais viciantes de seu amado material de origem enquanto se aprofunda na história, The Last of Us é um show maratonavel que está entre as maiores adaptações de videogame de todos os tempos". Já no site Metacritic, a série teve uma nota média de 84 (de 100) baseada em 42 resenhas, indicando "aclamação universal". Vários críticos o consideraram a melhor adaptação live-action de um videogame, com Mark Delaney da GameSpot dizendo que "parece o começo de uma nova era" para o gênero.
Os críticos elogiaram as diferenças em relação à narrativa do jogo original implementadas por Mazin e Druckmann, e alguns acreditaram que as cenas tiradas diretamente do jogo estavam entre as mais fracas e geravam problemas de ritmo. Daniel D'Addario, da Variety, sentiu que a série dependia demais de sequências de ação, enquanto Axel Metz, da TechRadar, queria mais ação. Simon Cardy, da IGN, escreveu que a série "a menudo brilla más" durante seus momentos mais tranquilos. Os críticos consideraram esmagadoramente que o terceiro episódio foi o melhor da temporada, e alguns o nomearam entre os melhores episódios da televisão em geral. Daniel Fienberg, do The Hollywood Reporter, considerou que elevou a série a um novo nível, e John Nugent, da Empire, o classificou como "comovente, surpreendentemente romântico e uma das melhores horas da televisão na memória recente". Alguns críticos consideraram que o primeiro episódio foi bem feito, mas muito familiar, e Valerie Ettenhofer, da Film, o considerou o mais fraco da temporada. Brian Tallerico, do RogerEbert.com, achou que os dois últimos episódios foram apressados.
Vários críticos elogiaram o design de produção. David Opie, do Digital Spy, escreveu: "cada set parece sacado directamente del juego". Por outro lado, Pat Brown, da Slant Magazine, considerou que os cenários pareciam muito arrumados e cuidadosamente posicionados. Dais Johnston, da Inverse, elogiou o uso da iluminação para destacar a humanidade tanto dos personagens quanto das criaturas, e classificou a cinematografia como "algo que outras adaptações de videogames só poderiam sonhar". Keith Phipps, da TV Guide, classificou a série como "visualmente impactante", e Cardy, da IGN, escreveu que "a menudo es un espectáculo digno de contemplar". A trilha sonora de Santaolalla foi elogiada, e Sean Keane, da CNET, considerou que acrescentou "um anseio de tristeza à narrativa". As atuações do elenco receberam elogios generalizados, e os críticos elogiaram a química entre Pascal e Ramsey. Vicky Jessop, do Evening Standard, disse que os dois "se roban cada escena en la que aparecen", enquanto Alan Sepinwall, da Rolling Stone, os chamou de "compulsivamente dignos de ver e quase instantaneamente cativantes". Nugent, da Empire, e Ettenhofer, da Film, se referiram à atuação de Pascal como a melhor de sua carreira, citando sua capacidade de retratar nuances e uma vulnerabilidade incomum. Metz, da TechRadar, o descreveu como a "manifestación perfecta en el mundo real" de Joel. Vários críticos consideraram que Ramsey deu a atuação de destaque da série por seu equilíbrio entre comédia e emoção, com Judy Berman, da Time, chamando-os de “o maior trunfo do programa", e Cardy, da IGN, aplaudindo-os por "deixar [sua] marca" em Ellie, uma personagem já considerada icônica muito antes da interpretação de Ramsey. Alguns críticos consideraram que o sétimo episódio foi o ponto alto de Ramsey.
As atuações dos convidados ao longo da temporada foram muito elogiadas. No episódio de estreia, Sepinwall, da Rolling Stone, elogiou Parker por "sostener la pantalla" e estabelecer Sarah como simpática, e Aaron Bayne, da Push Square, escreveu que Luna "se desliza perfectamente en el papel" com pouco tempo em cena. Bernard Boo, da Den of Geek, achou Torv sofisticada e comovente no segundo episódio. As atuações de Offerman e Bartlett foram descritas por William Goodman, da Complex, como "as melhores de suas carreiras", e por Johnston, da Inverse, como dignas de um Emmy. A atuação de Lynskey no quarto e quinto episódios foi elogiada por justapor humanidade e crueldade. No quinto episódio, Cardy, da IGN, elogiou a atuação emocional de Johnson em sua cena final, e Bradley Russell, da Total Film, sentiu que a ingenuidade do papel de Woodard intensificou a narrativa. Os críticos gostaram da química entre Pascal e Luna no sexto episódio, e entre Ramsey e Reid no sétimo; Tom Chang, do Bleeding Cool, classificou os dois últimos como "dignos de prêmio", e Bayne, da Push Square, sentiu que Reid capturou efetivamente o senso de "orgulho juvenil" de Riley. David Cote, do AV Club, classificou a atuação de Shepherd como "magistral em seu charme irônico e discreto".

### Audiência de estreia
Na estreia de seu episódio piloto, "When You're Lost in the Darkness", em 15 de Janeiro de 2023, a série atingiu a segunda maior audiência em uma década da emissora com 4.7 milhões de espectadores incluindo tanto o canal de televisão HBO quanto o streaming HBO Max nos Estados Unidos. Conforme a empresa, inclusive, as noites de estreia aos domingos representam usualmente entre 20 a 40% da audiência bruta por episódio. Foi revelado ainda conforme o segmento de comunicação que a audiência na América Latina fora a maior em uma estreia de série e que os Brasileiros foram responsáveis por mais de 50% de todo o engajamento por meio de publicações e interações em redes sociais acerca da série após o lançamento do episódio piloto.
No segundo episódio, cuja estreia aconteceu no dia 22 de Janeiro de 2023, segundo a Variety, a audiência atingiu cerca 5.8 milhões nos Estados Unidos, marcando um aumento de cerca de 22% em relação ao piloto. De acordo com a HBO, este salto seria o “maior crescimento de audiência na segunda semana por uma série dramática original HBO na história da rede”. Ainda segundo a empresa, a audiência total do piloto após uma semana da estreia, já marca 18 milhões de visualizações, quatro vezes maior do que a audiência no momento da estreia, na noite de domingo do dia 15 de Janeiro de 2023.
Após atingir recordes de audiência tanto no episódio 1 quanto no episódio 2, a série teve em seu terceiro episódio mais um aumento de audiência, de 5.8 para 6.4 milhões nos Estados Unidos, aproximadamente 12% em relação ao segundo episódio e 22% em relação ao primeiro. E, ainda conforme revelado pela Warner Bros. Discovery, a audiência combinada dos dois primeiros episódios já atinge a marca de 21.3 milhões.
Apesar de concorrer na mesma noite com a principal premiação anual da indústria da música, o Grammy Awards de 2023, a audiência no quarto episódio de The Last of Us acumulou mais um aumento, 17%, atingindo a marca de 7.5 milhões de espectadores. Ainda assim, um grande contingente de telespectadores optaram por assistir o novo episódio após a premiação de três horas de duração.
O quinto episódio marcado anteriormente ao dia 12 de Janeiro de 2023 foi antecipado ao dia 10 visando evitar concorrência com um dos maiores eventos televisivos e esportivos estadunidenses, o Super Bowl LVII.
No dia 5 de Março de 2023, data da estreia do episódio oito e penúltimo da primeira temporada de The Last of Us foi revelado pela Warner Bros. que a audiência atingiu a marca de 8.1 milhões de espectadores nos Estados Unidos, marcando um aumento de 74% em comparativo a estreia da temporada cuja marca foi de 4.7 milhões. Até o presente momento, não fora revelado as respectivas audiências do episódio 5 ao 7.
Mesmo com o episódio final de The Last Of Us, "Look for the Light", coincidindo com a edição anual da principal premiação do cinema estadunidense, o Oscar 2023, a audiência aumentou, atingindo a marca de 8.2 milhões. A cerimônia, por sua vez, atingiu 18.8 milhões.
O Gráfico abaixo apresenta a audiência apenas no canal HBO nos EUA: